# Curtea Supremă de Justiție a Statelor Unite ale Americii
Curtea Supremă de Justiție a Statelor Unite ale Americii (engleză The Supreme Court of the United States) este instanța supremă a puterii judecătorești a Statelor Unite ale Americii (curte federală care ia decizii fără apel). Este totodată una din cele trei ramuri ale guvernului federal american, tribunal de ultim resort și unica curte de justiție instituită prin Constituție (curțile inferioare sunt instituite de puterea legislativă). Aria jurisdicțională a celei mai înalte curți federale este limitată la chestiunile constituționale în apel, sau alte câteva subiecte de drept care implică legislația federală sau state ale federației și străini (care pot fi state sau persoane) în primă instanță (care prin statut, este însă și ultima). În cea mai mare parte a timpului munca SCOTUS se reduce la validarea sau invalidarea constituționalității legilor deja adoptate dar contestate în chestiunea constituționalității lor. Curtea Supremă este deci interpretul permanent al Constituției americane – guvenatorul NYC, Charles Evans Hughes, spunea în 1908: "Constituția S.U.A. este ceea ce Curtea Supremă spune că este", iar președintele Thomas Jefferson spunea la început de secol XIX că în Statele Unite "Constituția e un obiect de ceară modelată de mâna puterii judecătorești."
Sediul actual al instituției datează din 1935 și este un edificiu situat în capitala federală (Washington) la est de Capitoliu. Arhitectural, edificiul este o replică a unui templu grec (mai exact templul zeiței (Pallas) Atena - "Parthenonul"), pe al cărei fronton estic se află un amplu grup statuar reprezentând unii dintre cei mai importanți dătători de legi cunoscuți de istoria universală, printre care Menes egipteanul, Hamurabi babilonianul, atenienii Dracon și Solon, spartanul Licurg, evreul Moise, împăratul roman Octavian și arabul Mahomed. Frontonul vestic (frontispiciul) al edificiului afișează motto-ul instituției, anume "Dreptate egală conform legii".

## Istoric
Curtea a fost înființată prin articol de constituție în 1789, fiind pentru prima oară în ședință la începutul anului următor.

## Șefii Curții Supreme de Justiție a Statelor Unite ale Americii
În ordine strict cronologică a mandatelor lor, acești 17 magistrați au fost, respectiv este, în cazul actualului Judecător șef - chief justice:
| Număr | Șef al Curții Supreme      | Durata mandatului                          | Desemnat de președintele  |
| ----- | -------------------------- | ------------------------------------------ | ------------------------- |
| 1     | John Jay                   | 19 octombrie, 1789 – 29 iunie, 1795        | George Washington         |
| 2     | John Rutledge * §          | 12 august, 1795 – 15 decembrie, 1795       | George Washington         |
|       | William Cushing ** §§      | 3 februarie, 1796 – 5 februarie, 1796      | George Washington         |
| 3     | Oliver Ellsworth           | 8 martie, 1796 – 15 decembrie, 1800        | George Washington         |
| 4     | John Marshall              | 4 februarie, 1801 – 6 iulie, 1835 †        | John Adams (F)            |
| 5     | Roger Brooke Taney         | 28 martie, 1836 – 12 octombrie, 1864 †     | Andrew Jackson (D)        |
| 6     | Salmon Portland Chase      | 15 decembrie, 1864 – 7 mai, 1873 †         | Abraham Lincoln (R)       |
| 7     | Morrison Remick Waite      | 4 martie, 1874 – 23 martie, 1888 †         | Ulysses S. Grant (R)      |
| 8     | Melville Weston Fuller     | 8 octombrie, 1888 – 4 iulie, 1910 †        | Grover Cleveland (D)      |
| 9     | Edward Douglass White **   | 19 decembrie, 1910 – 19 mai, 1921 †        | William Howard Taft (R)   |
| 10    | William Howard Taft ***    | 11 iulie, 1921 – 3 februarie, 1930         | Warren G. Harding (R)     |
| 11    | Charles Evans Hughes §     | 24 februarie, 1930 – 30 iunie, 1941        | Herbert Hoover (R)        |
| 12    | Harlan Fiske Stone **      | 3 iulie, 1941 – 22 aprilie, 1946 †         | Franklin D. Roosevelt (D) |
| 13    | Frederick Moore Vinson     | 24 iunie, 1946 – 9 septembrie, 1953 †      | Harry S. Truman (D)       |
| 14    | Earl Warren                | 5 octombrie, 1953 – 23 iunie, 1969         | Dwight D. Eisenhower (R)  |
| 15    | Warren Earl Burger         | 23 iunie, 1969 – 26 septembrie, 1986       | Richard Nixon (R)         |
| 16    | William Hubbs Rehnquist ** | 26 septembrie, 1986 – 3 septembrie, 2005 † | Ronald Reagan (R)         |
| 17    | John Glover Roberts, Jr.   | 29 septembrie, 2005 – prezent              | George W. Bush (R)        |

- D - desemnează în acest context apartenența politică la Partidul Democrat, SUA
- F - desemnează în acest context apartenența politică la Partidul Federalist, SUA
- R - desemnează în acest context apartenența politică la Partidul Republican, SUA

- Numit în timpul inactivității Curții, neaprobat de Senat ulterior
** Au fost propuși dintre judecătorii asociați Curții
 *** A fost, de asemenea, și președinte al Statelor Unite
 § A fost anterior judecător asociat Curții
 §§ Istoricii nu sunt de acord dacă și-a dat demisia sau dacă a refuzat oferta de a sluji ca Șef al Curții ()
† Decedat în timpul mandatului